# Стадион Миодраг Мики Станојевић
Стадион Миодраг Мики Станојевић је стадион који се углавном користи за фудбалске утакмице. Налази се у Кучеву. На њему своје домаћинске утакмице игра Звижд, а капацитет му је 1.000 места.